# Bisolfito di sodio
Il bisolfito di sodio, o idrogenosolfito di sodio, è un composto chimico con formula NaHSO3. In presenza di acidi libera anidride solforosa, un gas tossico. Reagisce rapidamente con l'ossigeno formando bisolfato di sodio.
Viene utilizzato come additivo alimentare sotto la denominazione E222.

## Produzione
Un comune metodo di sintesi utilizza la reazione tra una soluzione acquosa di carbonato di sodio in cui viene fatta gorgogliare l'anidride solforosa:
{\displaystyle Na_{2}CO_{3}\ {\xrightarrow[{}]{SO_{2}}}\ NaHSO_{3}}
Anche l'idrolisi del metabisolfito di sodio produce bisolfito di sodio:
{\displaystyle \mathrm {Na_{2}S_{2}O_{5}+H_{2}O\ \rightleftharpoons \ 2\ NaHSO_{3}} }

## Uso in chimica
Il bisolfito di sodio reagisce con aldeidi e chetoni formando addotti in cui l'atomo di zolfo nucleofilo attacca l'atomo di carbonio del carbonile. Ad esempio, la formaldeide reagisce con il bisolfito di sodio formando un addotto poco solubile in acqua:
{\displaystyle \mathrm {HCHO+NaHSO_{3}\longrightarrow HO{-}CH_{2}{-}SO_{3}Na} }
In questo modo è possibile purificare questi composti precipitandoli, separandoli tramite filtrazione, e infine trattando con acidi o basi in modo da ottenere il composto originario puro; la reazione con NaHSO3 è reversibile.
Il bisolfito di sodio viene utilizzato anche come agente riducente e sbiancante. Inoltre viene sfruttato nella reazione di Bucherer in cui un gruppo ossidrilico del naftolo è convertito in gruppo amminico.

## Uso come additivo alimentare
Il bisolfito di sodio viene utilizzato nei vini come alternativa al metabisolfito di sodio, rilasciando anidride solforosa che uccide i microrganismi presenti nel mosto prima della fermentazione e nuovamente aggiunto come conservante in fase di imbottigliamento del vino. Viene utilizzato anche nei succhi di frutta e nelle conserve di frutta per impedirne l'ossidazione (imbrunimento) e la proliferazione di microbi. È utilizzato anche nei vegetali a foglia verde per preservarne l'apparente freschezza, oltre che nelle patate disidratate.
Nei soggetti che presentano allergia ai solfiti il bisolfito di sodio può provocare una reazione allergica che può culminare con la morte. La sostanza rientra tra quei composti il cui uso nei vegetali freschi e nella frutta fresca è stato proibito negli Stati Uniti dalla FDA negli anni 1980 in seguito alla morte di 13 persone attribuita alla presenza di solfiti in quegli alimenti.